# Нахас

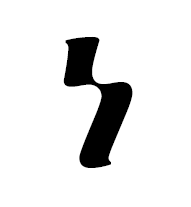

Нахас (амх. ነሐስ) — дванадцята літера ефіопської абетки, позначає ясенний носовий приголосний звук /n/.
- ነ  — не
- ኑ  — ну
- ኒ  — ні
- ና  — на
- ኔ  — нє
- ን  — ни (н)
- ኖ  — но